# Haddorfer Seen
Die Haddorfer Seen sind eine Gruppe von Seen und Naherholungsgebiet in der Gemeinde Wettringen im nördlichen Münsterland.

## Geschichte
Die Haddorfer Seen befinden sich auf dem Münsterländer Kiessandzug, der aus eiszeitlichen Ablagerungen entstand. Nach dem Abbau von Kies und Sand blieben die Baggerseen zurück.

## Lage
Die Seen liegen in Haddorf, einem Ortsteil der Gemeinde Wettringen im Kreis Steinfurt. Im Norden grenzen sie an Niedersachsen. Die Landschaft ist sehr ländlich geprägt, sodass sich umliegend vor allem Feld- und Waldlandschaften befinden.

## Heutige Nutzung

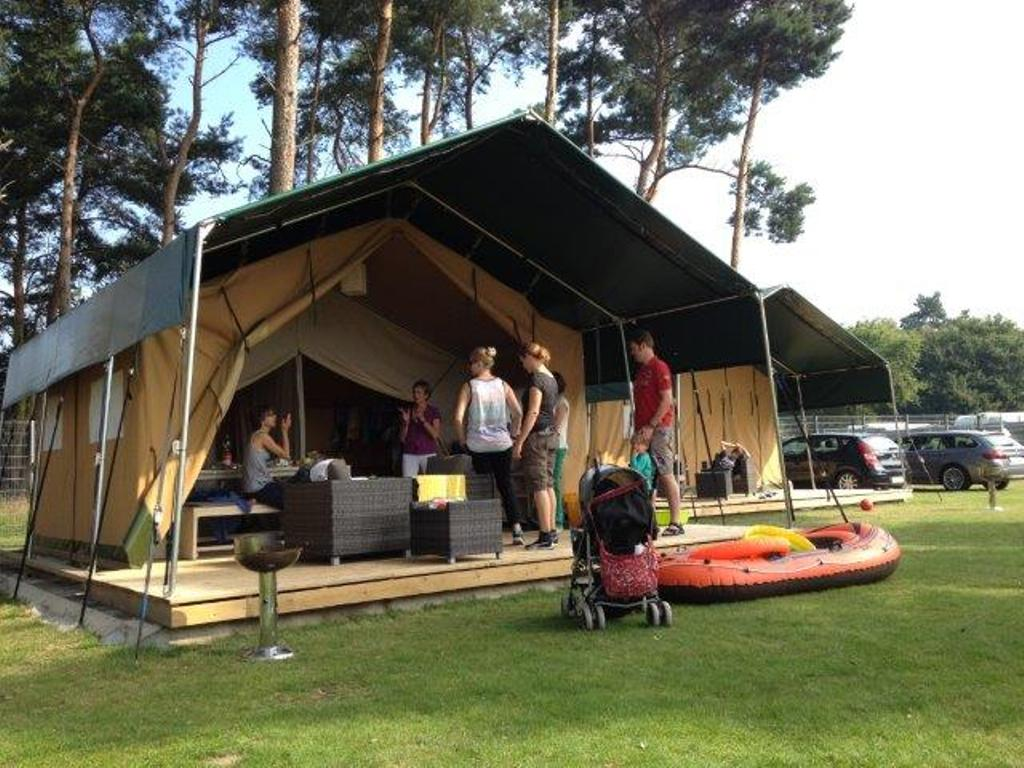
Safari-Zelte auf dem Campingplatz Haddorfer Seen, Wettringen

Das Gebiet wird vor allem touristisch genutzt. Anfang der 1970er Jahre begann der Bade- und Campingbetrieb an den Seen. Im Zuge der Regionale 2004 wurde zusammen mit der Gemeinde Neuenkirchen das Projekt „Sprung über die Kiesbank“ umgesetzt. Hierbei wurden die Haddorfer Seen und der Offlumer See neu strukturiert und zum heutigen Naherholungsgebiet geformt. Die Haddorfer Seen werden vor allem zum Baden, Angeln, (Regatta-)Segeln und Tretbootfahren genutzt.
Zwischen den Badeseen befindet sich eingebettet in Kiefernwälder der moderne Campingplatz Haddorfer Seen (4-Sterne-Kategorie).
Der Badesee wird als offene Badestelle genutzt und die Wasserqualität regelmäßig überprüft. Es befinden sich eine Minigolfanlage, ein Fußballplatz, ein Basketballfeld und Radlerhütten an den Seen.

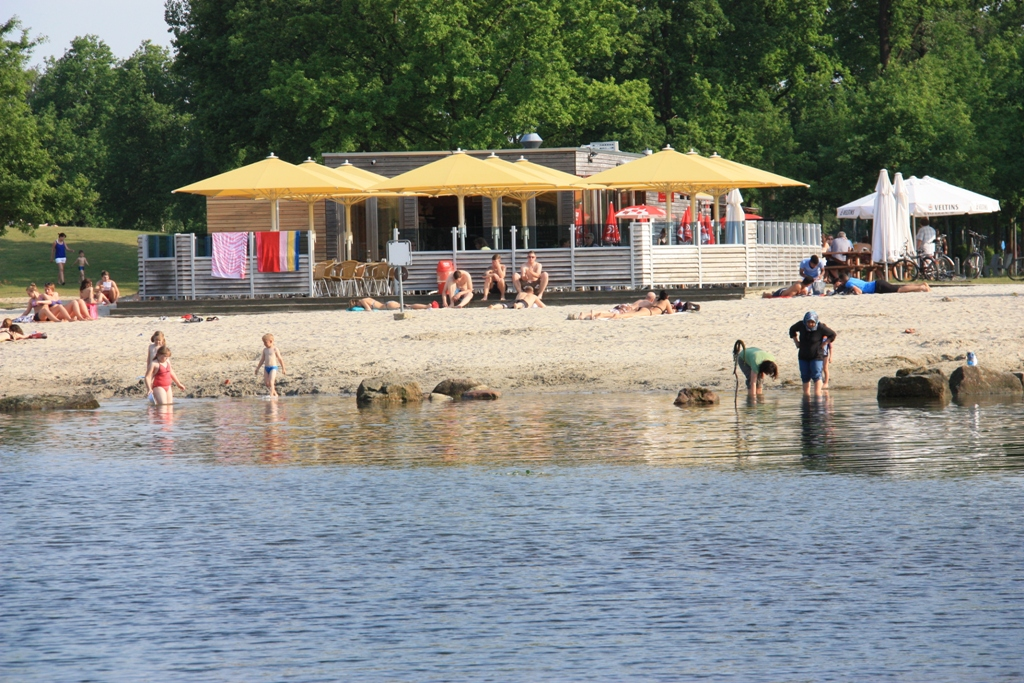
Offene Badestelle in der Nähe vom Campingplatz und Naherholungsgebiet
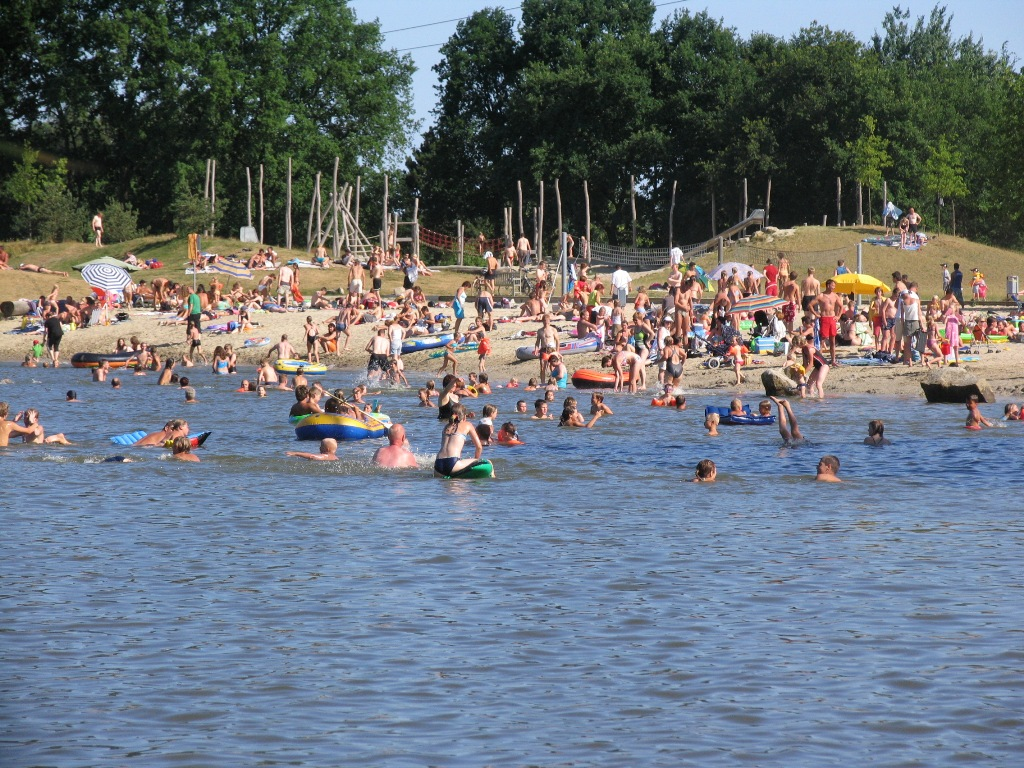
Sandstrand vom Badesee in der Gemeinde Wettringen
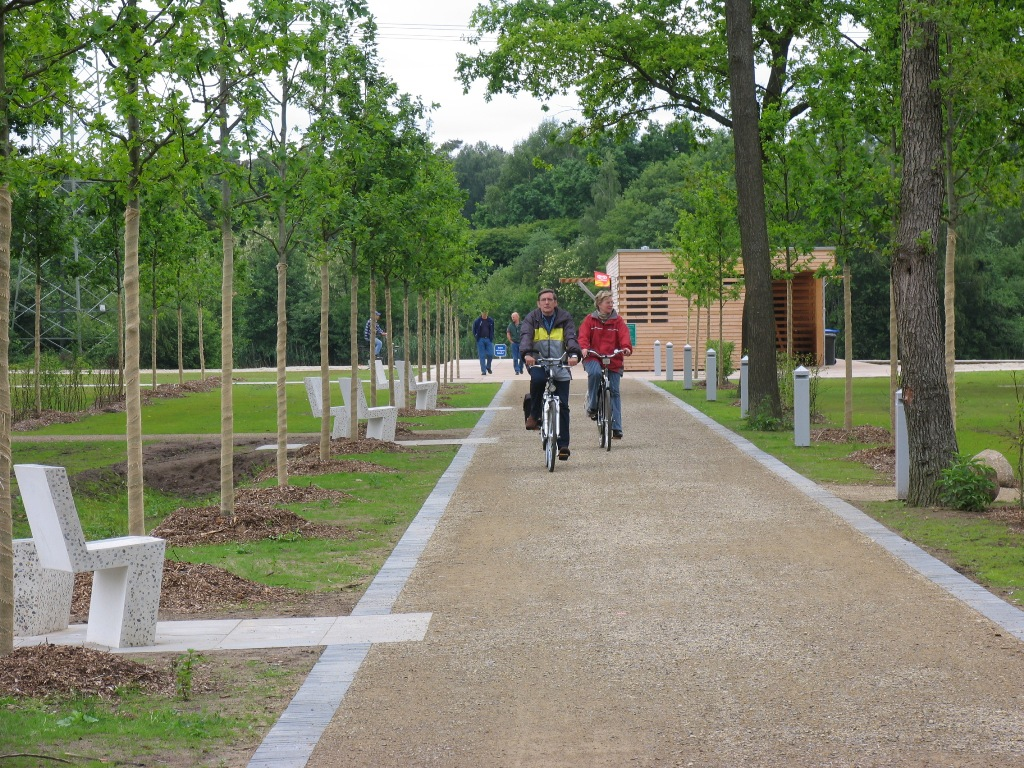
Blick in Richtung Seebar
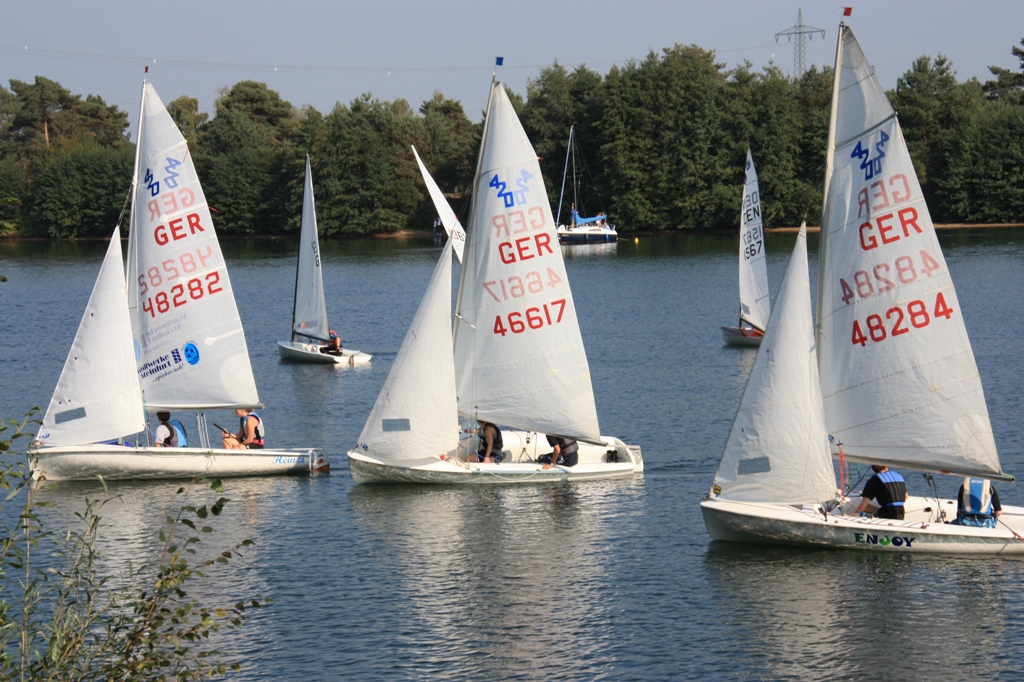
Segelboote auf dem Haddorfer See
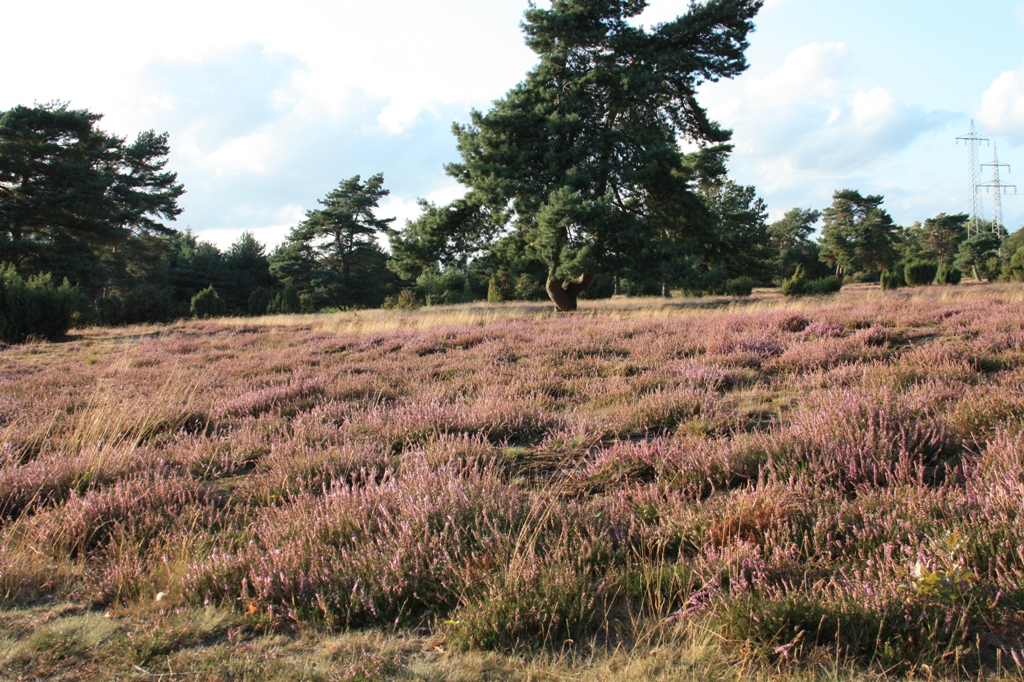
Heidelandschaft im Naherholungsgebiet Haddorfer Seen
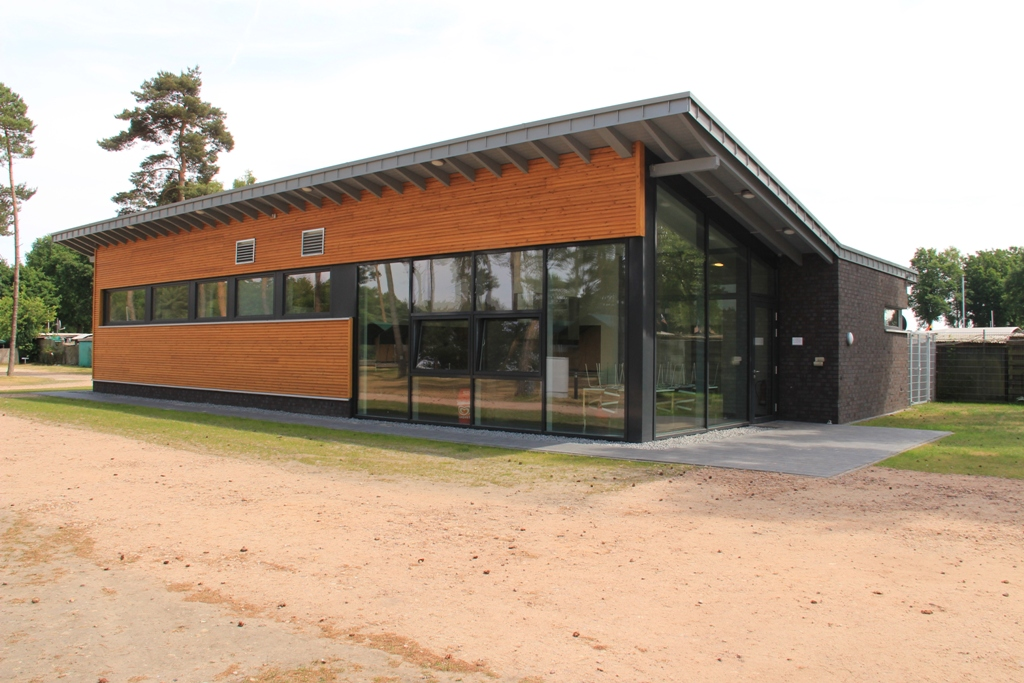
Sanitärgebäude III auf dem Campingplatz Haddorfer Seen nach der Fertigstellung im Sommer 2015
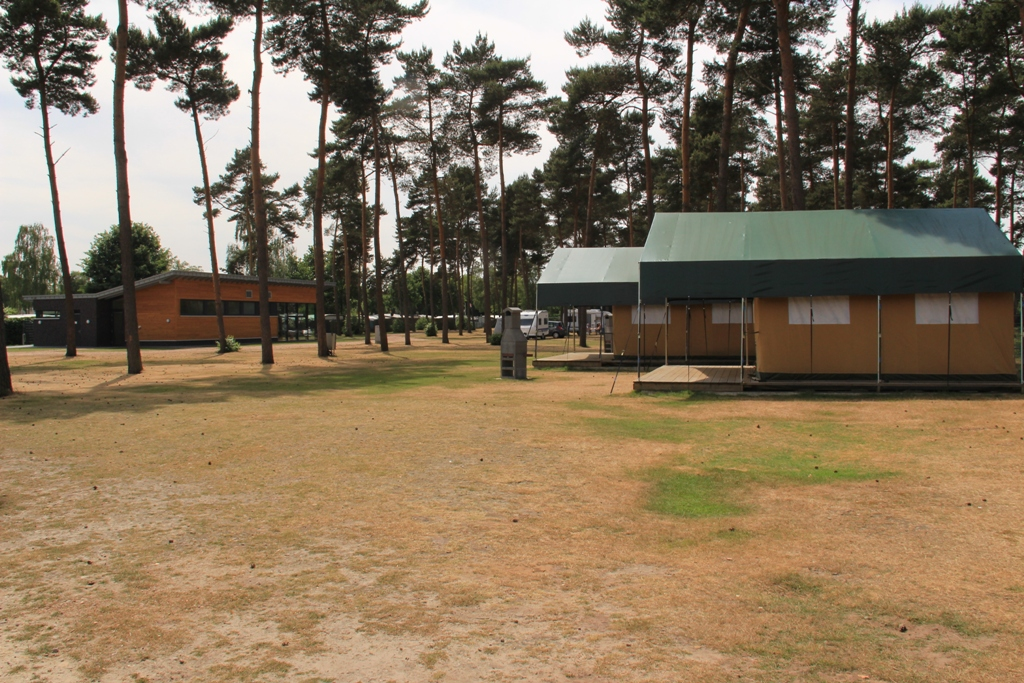
Campingwiese „Zelten unter Kiefern“ auf dem Campingplatz Haddorfer Seen im Sommer 2015